# Evangelische Kirche (Bad Saarow)

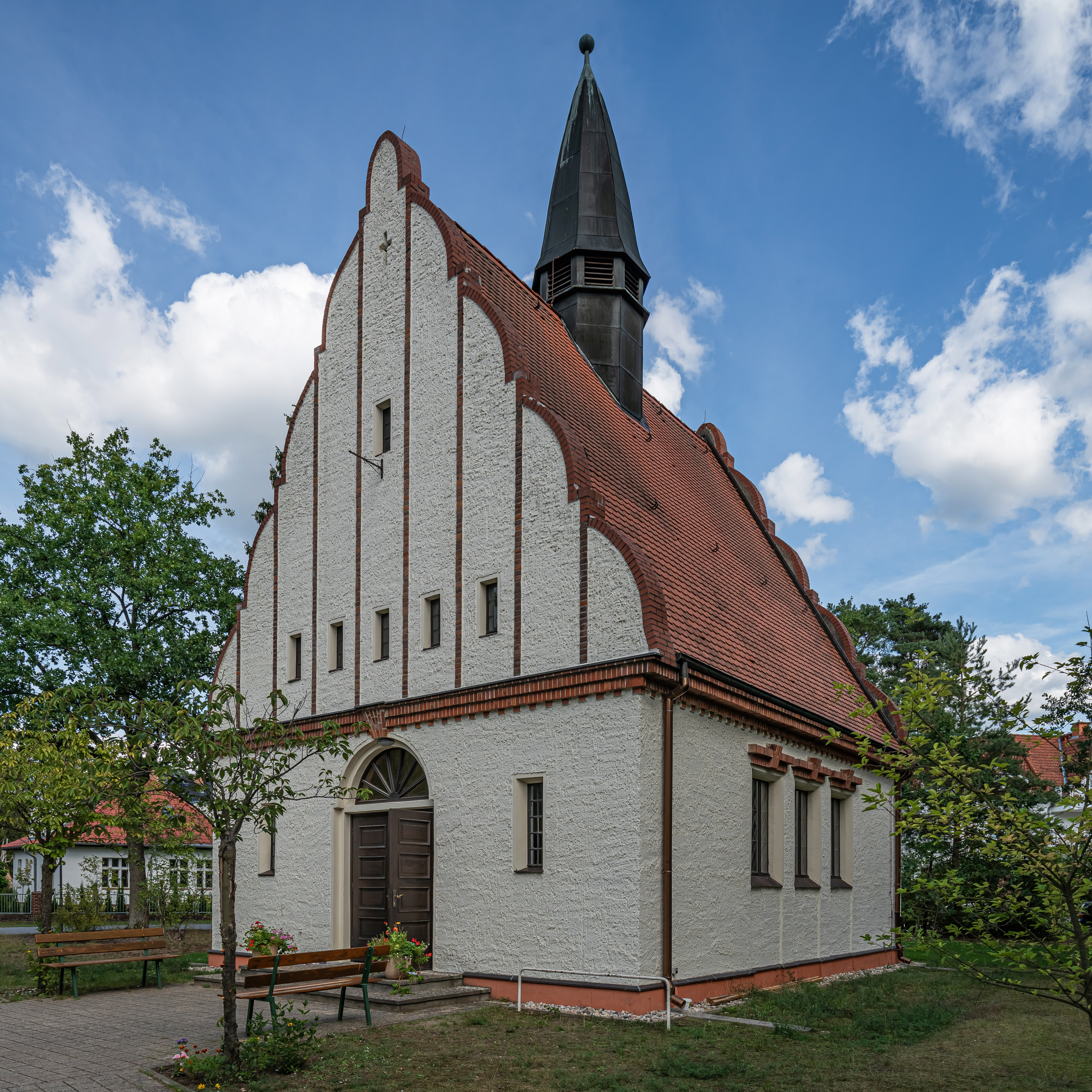
Kirche in Bad Saarow

Die Evangelische Kirche in Bad Saarow im Landkreis Oder-Spree im Bundesland Brandenburg wurde im Jahr 1922 erbaut. In ihr heirateten am 22. Juli 1933 der deutsche Schwergewichtsboxer Max Schmeling und seine Verlobte Anny Ondra. Sie gehört zum Kirchenkreis Oderland-Spree der Evangelischen Kirche Berlin-Brandenburg-schlesische Oberlausitz.

## Geschichte

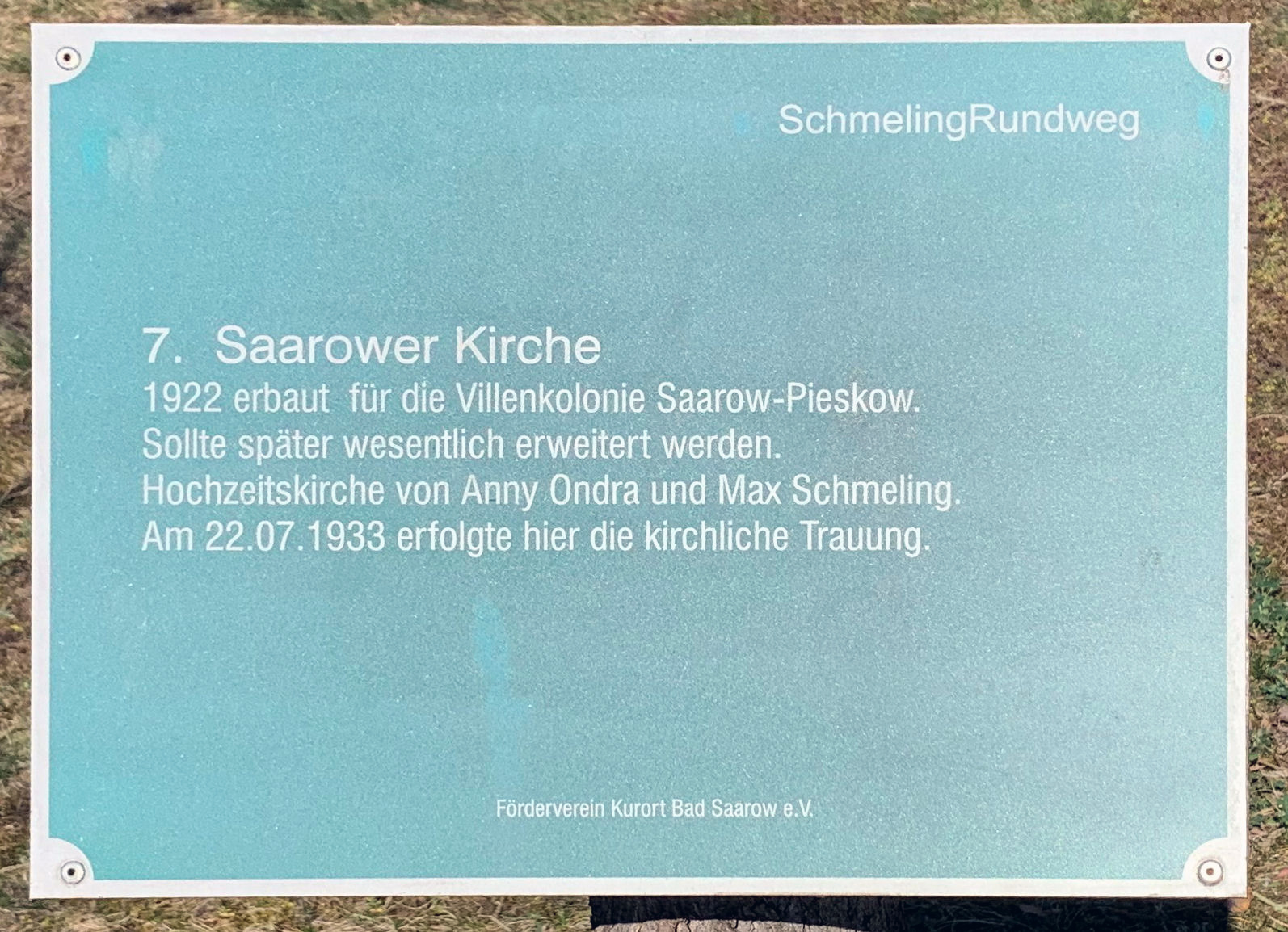
Gedenktafel vor der Kirche

Anfang des 20. Jahrhunderts entwickelte sich Bad Saarow von einer Landhauskolonie zu einem aufstrebenden Kurort. Dort lebte auch der Jurist und Politiker Georg Michaelis, der in der Zeit vom 14. Juli bis 31. Oktober 1917 für dreieinhalb Monate Reichskanzler und preußischer Ministerpräsident war. Er setzte sich beharrlich für den Bau einer Kirche in dem Ort ein, da die Gemeinde in Bad Saarow bis dato von der Pfarrei in Reichenwalde betreut wurde. Bedingt durch die Inflation fiel der Bau jedoch vergleichsweise klein aus. Mit der Ausführung wurde der Architekt Emil Kopp beauftragt, der in Bad Saarow bereits mehrere Bauwerke erstellt hatte. Die Kirchweihe fand am 29. Oktober 1922 statt. Der erste Pfarrer in Bad Saarow war der Schwiegersohn von Michaelis, Herrmann Schlingensiepen. Er bezog 1929 das Pfarramt in der Kastanienstraße, die zu einem späteren Zeitpunkt in Kirchstraße umbenannt wurde. Damit entstand der Sprengel für Bad Saarow, zu dem auch Pieskow und Petersdorf hinzukamen.

## Architektur

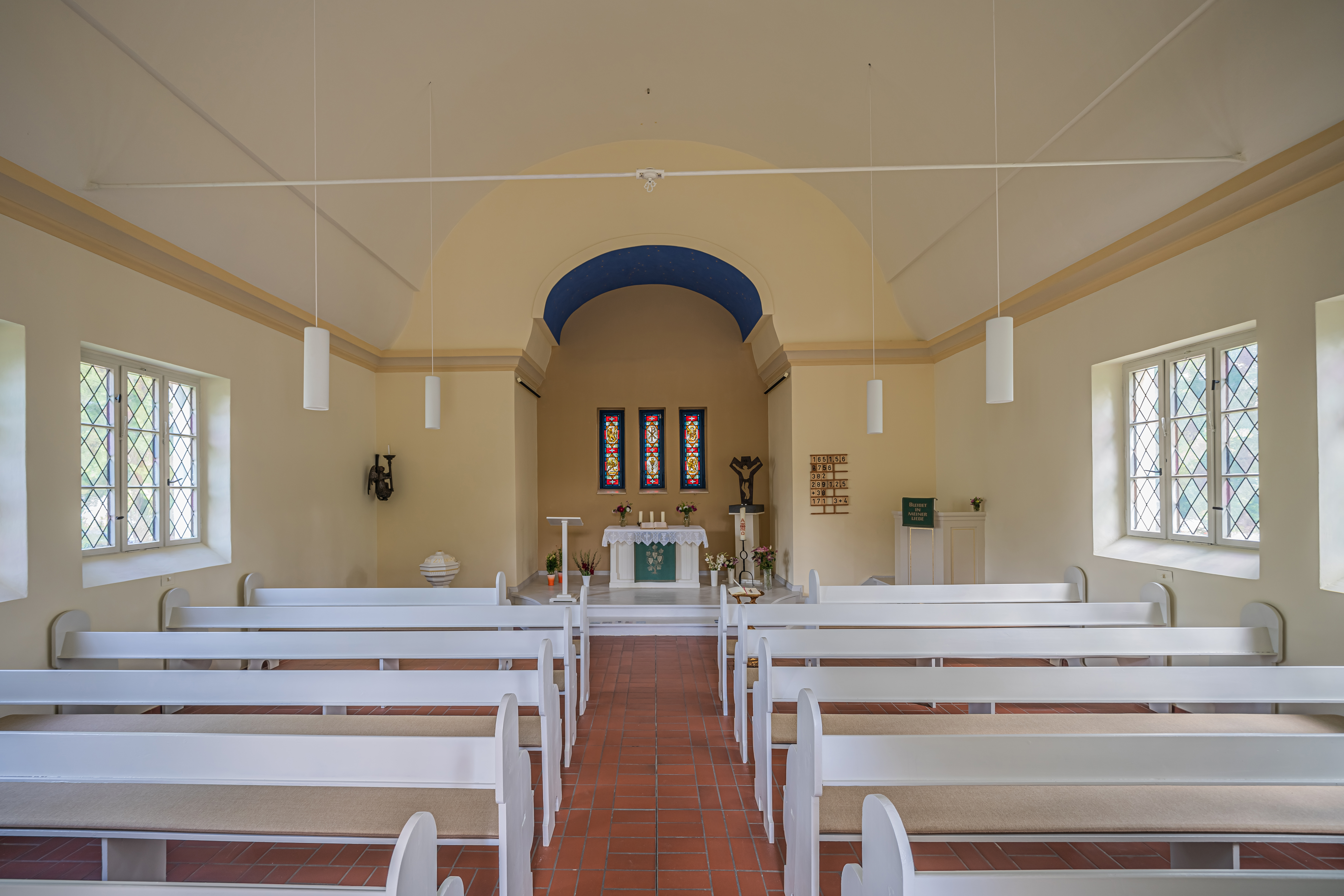
Innenansicht der Kirche

Die Kirche liegt mittig auf einem Platz an der Kirchstraße. Die Saalkirche verfügt über einen rechteckigen Grundriss und wurde im Stil des Neubarock errichtet. Sie ist mit einem hellen Putz versehen. An den nördlichen und südlichen Wänden des Kirchenschiffs befinden sich sechs Fenster. Sie werden durch drei schmale Fenster an der Chorwand ergänzt, die christliche Symbole zeigen, darunter die vier Evangelisten Matthäus, Markus, Lukas und Johannes. Bei der Anordnung fällt die ungewöhnliche Reihenfolge – von rechts nach links – auf. Der Zugang erfolgt an der Westseite durch ein rundbogenförmiges Portal. Oberhalb eines Gesimses befindet sich ein leicht geschweifter, ebenfalls verputzter Giebel, in dem fünf schmale Fenster in einer Reihe eingelassen sind. Oberhalb des mittig angebrachten Fensters befindet sich eine weitere Öffnung. Das mit roten Dachziegeln gedeckte Satteldach wird von einem schiefergedeckten, schwarzen Dachreiter gekrönt, in dem zwei Glocken aufgehängt sind.

## Ausstattung
Der Altar, die Kanzel sowie die Fünte sind aus der Bauzeit und schlicht gestaltet. Das Kreuz aus Bronze schuf der Künstler Paul Gnekow im Jahr 2008. In der nordwestlichen Ecke der Kirche hängt ein Leuchterengel aus Bronze. Er ist eine Kopie des hölzernen Lübecker Leuchterengels, der im Zweiten Weltkrieg verloren ging. Auf einer kleinen Empore steht eine Orgel der Firma Schuke aus Potsdam. Das Instrument verfügt über ein Manual.